# 堀川橋
堀川橋（ほりかわはし）は、福島県白河市から西白河郡西郷村に跨る道路橋である。

## 概要
- 全長：54.0m
- 幅員：6.6m
- 形式：2径間桁橋
- 竣工：1958年[1]

白河市と西郷村の市村境をなす一級水系阿武隈川水系堀川を渡り、福島県道37号白河羽鳥線を通す。東詰は白河市五番町川原、西詰は西郷村米字下堀川、字堀川向の境界に位置する。現在の橋は1958年に架け替えられたもので、橋上は上下対向2車線で供用されている。歩道が未整備であったことから歩行者、自転車交通の安全性向上のため、地方特定道路整備事業により人道側道橋が建設され、2011年に開通した。2径間の車道橋とは異なり単径間である。総工費は5700万円。なお、道路橋は周辺地名と同様の「ほりかわ橋」、人道橋は河川名称と同様の「ほっかわ橋側道橋」と命名されている。
堀川橋側道橋
- 全長：54.0m
- 幅員：2.0（2.8）m
- 形式：鋼単純鈑桁橋
- 竣工：2011年
- 施工：矢田工業

## 沿革
- 1903年7月 - 全長51m、幅員3.6mの土橋として架橋される[3]。
- 1909年4月 - 全長51m、幅員3.6mの土橋として架橋される[4]。
- 1916年8月 - 全長51m、幅員3.6mの橋梁として架橋される[5]。
- 1958年 - 現在の橋梁が架橋される。
- 2011年 - 側道人道橋が架橋される。

## 周辺
- 白河自動車学校
- 東北電力白河変電所